# Édouard Molinaro
Édouard Molinaro (Bordeaux, 13 maggio 1928 – Parigi, 7 dicembre 2013) è stato un attore, regista e produttore cinematografico francese, candidato a due Premi Oscar.

## Biografia
Fin da giovane dimostrò la sua passione per il cinema, realizzando diversi cortometraggi amatoriali. Iniziò a lavorare sul grande schermo come assistente di registi come André Berthomieu, Maurice de Canonge e Robert Vernay.
Il suo primo film da regista fu Spalle al muro, realizzato nel 1958. Negli anni successivi continuò a realizzare film polizieschi, meglio conosciuti in Francia come polar ma il grande successo arrivò con alcune commedie, in particolare due interpretate dall'attore comico Louis de Funès: Io, due figlie, tre valigie (1967) e Louis de Funès e il nonno surgelato (1969).
Nonostante fosse contemporaneo di registi entrati a fare parte della Nouvelle Vague, Molinaro continuò a realizzare opere popolari. Fu l'autore dei primi due capitoli della trilogia del Vizietto (girati nel 1978 e nel 1980), mentre il terzo venne diretto da Georges Lautner nel 1985. Per il primo film della trilogia fu candidato al premio Oscar al miglior regista nel 1980.
Lavorò anche per la televisione francese, adattando diverse opere letterarie: L'impazienza del cuore tratto da Stefan Zweig nel 1979, L'amore maledetto di Leisenbohg, tratto da Arthur Schnitzler nel 1991, Quello che sapeva Maisie, tratto da Henry James, infine Nanà, tratto da Émile Zola nel 2001.

## Filmografia

### Film
- Spalle al muro (Le dos au mur) (1958)
- I vampiri del sesso (Des femmes disparaissent) (1959)
- Appuntamento con il delitto (Un témoin dans la ville) (1959)
- Una ragazza per l'estate (Une fille pour l'été) (1960)
- Chi ha ucciso Bella Shermann? (La mort de Belle) (1961)
- Codice segreto  (Les Ennemis) (1962)
- I sette peccati capitali (Les sept péchés capitaux) episodio L'invidia (L'envie) (1962)
- Arsenio Lupin contro Arsenio Lupin (Arsène Lupin contre Arsène Lupin) (1962)
- Una adorabile idiota (Une ravissante idiote) (1964)
- Caccia al maschio (La chasse à l'homme) (1964)
- Quand passent les faisan (1965)
- Congiura di spie (Peau d'espion) (1967)
- Io, due figlie, tre valigie (Oscar) (1967)
- Louis de Funès e il nonno surgelato (Hibernatus) (1969)
- Mio zio Beniamino - L'uomo dal mantello rosso (Mon oncle Benjamin) (1969)
- La Liberté en croupe (1970)
- Ricatto di un commissario di polizia a un giovane indiziato di reato (Les aveux les plus doux) (1971)
- La mandarina (La mandarine) (1972)
- Quelli della banda Beretta (Le gang des otages) (1973)
- Il rompiballe (L'emmerdeur) (1973)
- L'ironia della sorte (L'ironie du sort) (1974)
- La ragazza di madame Claude (Le téléphone rose) (1975)
- Dracula padre e figlio (Dracula père et fils) (1976)
- L'ultimo giorno d'amore (L'homme pressé) (1977)
- Il vizietto (La cage aux folles) (1978)
- Cause toujours... tu m'intéresses! (1979)
- I seduttori della domenica (Les Séducteurs) episodio The French Method (1980)
- Il vizietto II (La Cage aux folles 2) (1980)
- Pour 100 briques t'as plus rien... (1982)
- Così come eravamo (Just the Way You Are) (1984)
- Palace (1985)
- L'amour en douce (1985)
- À gauche en sortant de l'ascenseur (1988)
- A cena col diavolo (Le souper) (1992)
- L'insolente (Beaumarchais, l'insolent) (1996)

### Cortometraggi
- Évasion (1946)
- Un monsieur très chic (1948)
- Le cercle (1948)
- Le verbe en chair (1949)
- L'honneur est sauf (1950)
- La Mmeilleure part (1950)
- Chemins d'avril (1950)
- L'accumulateur au plomb (1954)
- Quatrième vœu (1955)
- Les biens de ce monde (1956)
- Appelez le 17 (1957)
- Les alchimistes (1957)
- Philippe (1958)
- Dirty Slapping (2007)

## Riconoscimenti
- Premio Oscar
  - 1980 – Candidatura al miglior regista per Il vizietto
  - 1980 – Candidatura alla miglior sceneggiatura non originale per Il vizietto
- Festival di Kalovy Vary
  - 1958 – Miglior documentario per Les alchimistes
  - 1996 – Candidatura al Globo di Cristallo per L'insolente
- Circuit Community Awards
  - 1996 – Candidatura alla miglior sceneggiatura non originale per The Birdcage
- Festival di Mar del Plata
  - 1960 – Candidatura al miglior film straniero per Una ragazza per l'estate
  - 1970 – Candidatura al miglior film straniero per Mio zio Beniamino, l'uomo dal mantello rosso